# Warnitz (Schwerin)
Warnitz is een plaats in de Duitse gemeente Schwerin, deelstaat Mecklenburg-Voor-Pommeren, en telt 1.475 inwoners (2007).

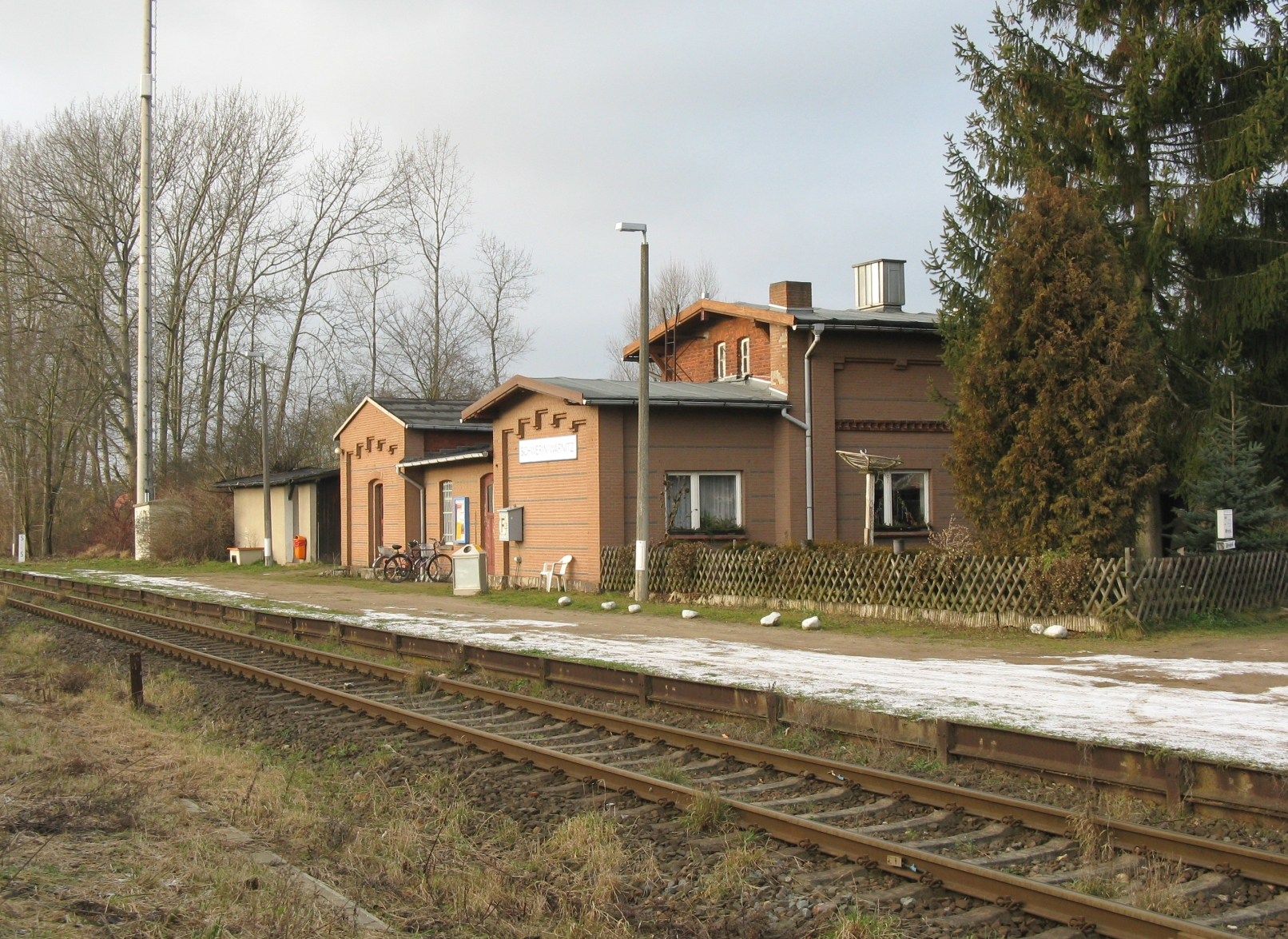
Station